# モト冬樹
モト 冬樹（モト ふゆき、1951年〈昭和26年〉5月5日 - ）は、日本のミュージシャン、タレント、俳優、声優。東京都豊島区巣鴨出身。デューズ所属（FIRST AGENTとの業務提携）。本名は武東 裕男（むとう ひろお）。兄はタレントのエド山口。

## 来歴
実家は開業医 (産婦人科)。暁星小学校、暁星中学校・高等学校卒業。高校在学中は成績最上位クラスだったが、ギターに夢中になって2番目のクラスに落ちると、グッチ裕三と同クラスとなり音楽で意気投合、兄のエド山口とバンドを結成し音楽活動を始める。
プロデビューはグループ・サウンズブーム終息後に結成されたGS的バンドのローズマリー。当時の芸名は東冬木であった。1974年に、やはりGS的バンドのジュテームに参加していたが、またもブレイクすることなく解散した。
1978年にグッチ裕三やウガンダ・トラらとコミックバンド「ビジーフォー」を結成し、スリム冬樹の芸名で参加した。当時在籍していた渡辺プロの直系とも言える音楽による笑いのコミックソングや、ものまねで人気を得る。グッチ裕三らとともに、『ものまね王座決定戦』（ものまね四天王）や『夜も一生けんめい。』や『THE夜もヒッパレ』などに出演、兄弟で東京ドンバーズとしても活動するなど、ギター奏者や歌手として活躍した。
1984年、ビジーフォー活動休止中に桜金造と共に「AJAPA」を結成。当時横山やすし司会の演芸番組「ザ・テレビ演芸」内の勝ち抜き新人オーディションコーナー「とび出せ笑いのニュースター・ホップステップジャンプ」に出場、ろくに練習もしていなかったにもかかわらず、同コーナーの8代目チャンピオンを獲得。準優勝に終わったコンビは横山やすしの弟子で、審査が終わって舞台袖で怒り狂ったやすしにボコボコにされる彼らを見て、自分達のような素人が漫才をやってはいけないと決意し、金造とのコンビを解消したという（2006年東京スポーツ連載中「オレは芸能界が好きなんだ!!」より）。
1992年にグッチ裕三以外のビジーフォースペシャルのメンバーに俵山栄子、メグ斉藤と藤井ヤマイを加え「モト冬樹とフリーマーケット」（現在は「モト冬樹とナンナラーズ」に改名）を結成。ライブ活動を開始。
2008年8月、株式会社デューズに移籍。
2021年1月、網膜に開いた穴を空気で塞ぐ網膜硝子体手術を受ける事を自身のブログで報告。同年2月5日に退院した。
2021年4月20日、生島企画室と業務提携することが分かった。

## 人物

### 趣味・嗜好
- ボウリングが趣味で、2010年に親善大使にも任命されている[10]。
- 喫煙者であり、1日1箱のたばこを吸っている。2021年5月に眼科の医師から促され禁煙を試みたが[11]、同年9月現在は喫煙を再開しており、「迷惑にならない快適な喫煙場所をたくさん作って欲しい」と訴えている[12]。

### 芸風
- 外国人アーティストを中心にさだまさしや長渕剛などのモノマネを得意とする（さだ本人の前で「ハゲ」に置き換えた「関白宣言」の一節を歌った物真似を披露したら「帰れ!!」と怒られ、挙句の果てにはシュガーサーバーに入っていた砂糖をふりかけられるというコントをしたことがある）。バラエティ番組にも多く出演し、その番組の中でも進行上、他の芸能人から薄毛をネタにされることも多い。2013年7月14日放送の『有吉反省会』では「薄毛関係の仕事で荒稼ぎしていること」を反省し、司会の有吉弘行が「テッパンの薄毛ネタ何個あるんですか!?」と大絶賛し、見届け人の伊集院光も「ものすごい量の武器を持ってる」と感嘆する、仕事の6割が薄毛を利用した毛髪関係の仕事だったことが番組の調査で判明する[13]。
- 『世界まる見え!テレビ特捜部』に、カツラとサングラスで変装し、「ミスタートモ」という名で出演、電動の泡立て器でギターをひく技を披露し、出演者を驚かせたことがある（その後でかつらとサングラスを外し、自分がモト冬樹であることを明かし、出演者達を更に驚愕させた）。
- 容姿が似ていることから、日本のニコラス・ケイジとも呼ばれる（本人とも共演有り）。ただし、その後本人には共演NGにされてしまったという(からかい目的での共演だったと勘違いされてしまったと話している)[14]。
- 石橋貴明からは「スナックトークの達人」と言われる（話す相手が7人までだと面白いが、それ以上になるとつまらなくなるという意味から）。

### 家族・親族
- 武東家のルーツは伊予国松山の山越という地の小さな城砦の城主だった吉村家だったと伝えられているが、詳細な記録は松山の菩提寺の火事や関東大震災で焼失し不明。父方の曽祖父、武東晴一は周防国（山口県）岩国高森出身で、数々の凶悪事件や迷宮入り事件を解決した警視庁の刑事であり、当時の新聞のニュースやコラムなどで度々取り上げられ「鬼武東」と呼ばれていた。明治44年に築地警察署長になり、大正元年に61歳で死去。最終肩書きは警視。その晴一の息子は海軍主計科に所属し警備任務をしており、彼の名高き父亡き後に生まれた息子にその父と同じ名前を付けたが、その晴一(1916〜2017)がモト冬樹の父である。その命名の意図とは裏腹にゴキブリや注射針にすらおびえていたモトの父親の晴一だったが、戦争が全ての時代に少しでも前線に出る可能性を減らすために医者になり、軍医として中国大陸の華北に渡る。戦後は捕虜となるも1年後に帰国し、巣鴨で産婦人科を開いた[15]。
- 長年独身を貫いてきたが、2008年10月放送の『ごきげんライフスタイル よ〜いドン!』出演時に事実婚状態にある大阪在住の一般女性の存在、更には娘（彼女の連れ子）がいることを告白。『いつみても波瀾万丈』など、他番組でも長期間交際を匂わせる発言をしていたが、正式に本人が認めたのは初めてである[16]。その後2009年2月25日放送の『笑ってコラえて』出演時に2010年中に入籍する意思を表明し、さらに同年6月4日放送の『スタジオパークからこんにちは』でのゲスト出演時に、「2010年5月5日に入籍することを考えている」と発言。発言どおり2010年5月5日に前述の一般女性と入籍[注 1]した。なお、夫人は入籍後「武東由美」の芸名でモデル・タレント活動を開始している[18]。
- モトは娘から結婚前に「高校の卒業式に来て」と言われていたが、女子高に通っていたため突然出ては娘が肩身を狭い思いをするのではないかと悩んでいた。そこで、娘に尋ねると「学校で友達にパパって呼んでるよ」と言われ、安心したといい、卒業式にも参加している[19][20]。なお、大学の入学式や卒業式にも参加している[21]。

### 交友関係
- 松田聖子とは家族ぐるみで交際している良き親友である。松田だけでなく、いろいろな芸能人との交流も多いことでも知られているのだが、59歳の誕生日を迎えるまで結婚歴のない独身であった。「俺と付き合おうよ。幸せになれるぜ……俺が」、「戸籍真っ白、お先真っ暗」などといった自虐的なネタも持っていた。なお、後者に関しては結婚して事実ではなくなったことで「誰かにネタ譲ります」と発言する[22]。
- 飯島愛は親友で、飯島が亡くなる直前に電話で話した[23]。

## エピソード
- 医者の息子という事で、大学受験時に日本医科大学と東京慈恵会医科大学を受験したが不合格だった[5]。
- 『ごきげんよう』の骨占いでは、「海綿体」になった。
- 自作の本を出版した際、人付き合いや女友達の作り方の内容だったが、記者に「性中毒」「生ゴミにたかるハエ」と書かれ、頭にきて記者と話したところ、記者が真面目な態度で真摯に謝罪したため和解。著書の売り上げに関しては「知らない。興味ないもん！」と語り「ただ自分が人付き合いが得意な方だから誰かのためになればいい」という考えだった。
- 2006年に公開の主演映画『ヅラ刑事』では、主題歌も歌っている。
- 2008年9月刊行の武東慧著『二世帯住宅夫婦』（文芸社）に、モト冬樹が登場。内容は、六本木のライブハウスで、主人公が友人と冬樹の歌を聴いている場面での設定となっている。
- テレビ番組『有吉ぃぃeeee!』にて、『スーパーマリオメーカー2』でアンガールズ田中卓志が作成したコースの序盤でミスを繰り返し、72回連続失敗という記録を打ち立てた。公式YouTubeでは合計約30万回再生を超えている。同じミスをし続けるので有吉弘行からは「ニワトリ」、田中卓志からは「高齢者マリオ」と言われた。
- 2015年に青森県のツル多はげます会が主催する「第1回吸盤綱引き全国大会」で準優勝した[24]。

## 現在出演中のテレビ・ラジオ番組
- 名曲ベストヒット歌謡（テレビ東京）
- 史上最強のメガヒット カラオケBEST100 完璧に歌って1000万円（テレビ朝日）
- スタイルプラス（東海テレビ） ※東海仕事人列伝のギター担当を行っているが、本人もゲストとして時々出演することもある
- モト冬樹のんびり行こうぜ
- モト冬樹の笑店街（J:COM TV）
- BS12歌謡ナイト jazzyなライブショー（2015年10月6日 - 、トゥエルビ） - 番組MC

## 出演

### バラエティ
- クイズ世界はSHOW by ショーバイ!!（日本テレビ）  - 準レギュラーとして初期に出演
- 志村けんはいかがでしょう（フジテレビ）
- THE夜もヒッパレ（日本テレビ）
- ものまね王座決定戦（フジテレビ）
- 世界の超豪華・珍品料理（フジテレビ）
- 寺内ヘンドリックス（フジテレビ） - 最終回の「ギター異種格闘技 〜アリと猪木〜」で、実兄のエド山口と共演。[25]
- はばたけ!ペンギン（TBS）
- 最高!ブギウギナイト（テレビ東京）
- うたパラダイス （テレビ東京）
- おはよう朝日です（ - 2010年3月23日、朝日放送） - 火曜コメンテーター
- 大人の自由時間（BS11デジタル） - 金曜司会
- あなたもアーティスト（2010年6月 -※全9回、NHK教育） - 中島史恵と共に生徒 役
- 発見!タカトシランド（2019年6月21日、6月28日；2020年9月18日、10月16日、- 北海道文化放送） - 「札幌・清田エリアでイイとこ探し！」「札幌・南郷18丁目駅エリアでイイとこ探し！」「札幌・さっぽろテレビ塔エリアでイイとこ探し！」「札幌・菊水エリアでイイとこ探し！」

### テレビドラマ
- デパート!夏物語（1991年7月 - 9月、TBS） - 平林則夫 役
  - デパート!秋物語（1992年10月 - 12月、TBS）
- 誰かが彼女を愛してる（1992年10月 - 12月、フジテレビ） - 黒沢八郎 役
- 愛情物語（1993年、フジテレビ） - 久保洋次郎 役
- 月曜ドラマスペシャル→月曜ミステリー劇場→月曜ゴールデン→月曜名作劇場（TBS）
  - 真昼の月 続・病院で死ぬということ（1994年6月27日）
  - ひとさらい（1995年1月30日）
  - 浅見光彦シリーズ
    - 浅見光彦シリーズ8「鳥取雛送り殺人事件」（1997年3月10日） - 溝口警部 役
    - 浅見光彦シリーズ22「佐用姫伝説殺人事件」（2006年9月25日） - 大島警部 役

  - ヤマ勘記者の事件日誌2（1997年12月15日） - 結城慎太郎 役
  - 二十六夜参り（1998年8月17日）
  - 女借金取りがゆく!!（2000年2月7日） - 沼田昭二 役
  - 「宝石調査員 九条薫 備前～倉敷・サファイア連続殺人事件」（2000年6月9日） - 柿本恒夫 役
  - 税務調査官・窓際太郎の事件簿11（2004年2月23日） - 北川安治 役
  - サスペンス特別企画・黙秘（2006年8月14日） - 山岡刑事 役
  - 万引きGメン・二階堂雪シリーズ - 花沢仁 役
    - 万引きGメン・二階堂雪19「カリスマ風水師・死を呼ぶアクセサリー」（2010年5月31日）
    - 万引きGメン・二階堂雪20「砂の絆」（2011年5月23日）

  - 遺品整理人 谷崎藍子4「身代わりの花」（2014年1月20日、毎日放送） - 小久保隆 役
  - 警視庁機動捜査隊216シリーズ - 矢島進 役
    - 警視庁機動捜査隊216IV「孤独の叫び」（2014年9月8日）
    - 警視庁機動捜査隊216V「まだ見ぬ夜明け」（2015年12月21日）
    - 警視庁機動捜査隊216VI「絶てない鎖」（2016年9月12日）
    - 警視庁機動捜査隊216VII「悪意の果て」（2017年6月15日）
    - 警視庁機動捜査隊216VIII「傷痕」（2017年9月4日）
    - 警視庁機動捜査隊216IX「硝子の絆」（2018年6月18日）
    - 警視庁機動捜査隊216X「引鉄」（2019年4月1日） - 「ドラマ特別企画」として放送

  - 信濃のコロンボ3「北国街道殺人事件」（2016年11月14日） - 直江健三郎 役
  - 警視庁東京湾臨海署〜安積班（2019年2月25日） - 榊原肇 役
- 八月のラブソング（1996年、読売テレビ） - 市岡哲也 役
- 土曜ワイド劇場（テレビ朝日）
  - 棟居刑事のラブアフェア（1996年3月30日） - 瀬川幹彦 役
  - おとり捜査官・北見志穂9（2005年5月28日） - 橋本洋介 役
  - 弁護士・茜沢翔子の人生相談承ります!（2008年9月20日、朝日放送） - 茜沢隆太朗 役
  - 広域警察6（2015年6月27日、朝日放送） - 川田次郎 役
- 最後の恋（1997年、TBS） - 牧原 役
- 太陽がいっぱい（1998年、フジテレビ） - 斉藤隆夫 役
- 天国に一番近い男 MONOカンパニー編 第5話「約束破ると死ぬ!」（1999年2月5日、TBS） - 森岡 役
- 火曜サスペンス劇場「警部補 佃次郎9・妻たちの真実」（1999年、日本テレビ） - 宮永裕太 役
- 藤沢周平の人情しぐれ町 最終回「秋色しぐれ町」（2001年3月26日、NHK総合） - 近江屋吉助 役
- ナンバーワン（2001年12月27日、TBS） - 早乙女旭 役
- 金曜エンタテイメント「浅見光彦シリーズ14・黄金の石橋」（2002年、フジテレビ） - 石原刑事 役
- 連続テレビ小説（NHK総合）
  - こころ（2003年） - 大場鉄男 役
  - 梅ちゃん先生（2012年） - 山辺 役
- ごくせん 第2シリーズ（2005年1月15日 - 3月19日、日本テレビ） - 亀山隆 役
- 水曜ミステリー9 神楽坂署生活安全課（2005年、テレビ東京） - 戸川六輔 役
- 弁護士のくず（2006年4月13日 - 6月29日、TBS） - 国光裕次郎 役
- ちびまる子ちゃん（ドラマ、2006年、フジテレビ） - さくら友蔵 役
  - まるまるちびまる子ちゃん（2007年 - 2008年）
  - ちびまる子ちゃん（2013年）
- 警視庁捜査ファイル さくら署の女たち（2007年7月11日 - 9月13日、テレビ朝日） - 村園智明 役
- ヅラ刑事 頭上最大の決戦（2007年、フジテレビ） - ヅラ刑事・源田初男 役
- ゴーストフレンズ（2009年4月 - 6月、NHK）
- 天才てれびくんMAX ミラクルシャッター（2009年6月22日・29日、NHK）
- 誰かが嘘をついている（2009年10月6日、フジテレビ） - 山崎弁護士 役
- 地デジカ家族（2009年11月23 - 27日、フジテレビ） - 大柳煎太郎 役
- ハンチョウ〜神南署安積班〜シリーズ4 〜正義の代償〜 第8話（2011年5月30日、TBS） - 林田健一 役
- 毒姫とわたし（2011年9月 - 10月、東海テレビ・フジテレビ） - 只野増夫 役
- 水曜ミステリー9「ガンリキ 警部補・鬼島弥一」（2012年1月18日、テレビ東京） - 宮下健吾 役
- 孤独のグルメ 第11話（2012年3月14日、テレビ東京） - 酔っ払い客 役
- Answer〜警視庁検証捜査官 第1話「緊急謝罪!! 4万3千人の警察官を敵にした女」（2012年4月18日、テレビ朝日） - 峰岸龍夫 役
- 主に泣いてます（フジテレビ） - 大将 役
  - 第4話「切なすぎて」（2012年8月11日）
  - 第5話「僕のものになって」（2012年8月18日）
- そこをなんとか 第1話「最後に愛は勝つ」（2012年10月21日、NHK BSプレミアム） - 忠則 役
- 空飛ぶ広報室（2013年4月14日 - 6月23日、TBS） - 浅野秀樹 役
- スターマン・この星の恋（2013年7月9日 - 9月10日、関西テレビ・フジテレビ） - 溝上先生 役
- 慰謝料弁護士〜あなたの涙、お金に変えましょう〜 第1話（2014年1月9日、読売テレビ・日本テレビ） - カフェ店長 役
- ファースト・クラス 第5話（2014年5月17日、フジテレビ） - 中井 役
- 金曜プレステージ「女医・倉石祥子3・〜死の最終診断〜」（2014年6月13日、フジテレビ） - 茂田克二 役
- 東京スカーレット〜警視庁NS係 第7話「見果てぬ夢に殺された男」（2014年8月26日、TBS） - 若林玄 役
- 獣医さん、事件ですよ 最終話「娘を捨てた母登場 涙の別れ」（2014年9月18日、読売テレビ・日本テレビ） - 小清水洋二 役
- ドクターX〜外科医・大門未知子〜 第3シリーズ（テレビ朝日） - 築地二郎 役
  - 第1話「命は自分のために使えよ」（2014年10月9日）
  - 第2話「ロボットより私の手の方が、完璧で確実なので」（2014年10月16日）
- 猫侍 Season2（2015年4月 - 、東名阪ネット6および5いっしょ3ちゃんねる他） - 天引四郎 役
- 松本清張ミステリー時代劇 第7話「逃亡」（2015年7月7日、BSジャパン） - 新平 役
- オンナミチ（2015年8月4日 - 9月22日、NHK BSプレミアム） - 原田恒平 役
- 金曜プレミアム「浅見光彦シリーズ52・神苦楽島」（2015年9月4日、フジテレビ） - 佐俣洋和 役
- 侵略!ガルパンダZ（2016年、TOKYO MX、サンテレビ） - アヤカのパパ 役
- 望郷 「海の星」（2016年9月28日、テレビ東京） - 洋平の大叔父 役
- 増山超能力師事務所 第4話（2017年1月26日、読売テレビ・日本テレビ） - 安田幸一 役
- 重要参考人探偵 第7話「湯けむり殺人と20年前の真相」（2017年12月1日、テレビ朝日） - 佐久間和夫 役
- 遺留捜査 第5シーズン 第6話「5億円遺産争い!! お取り寄せの石と疑惑の鬼嫁の正体」（2018年8月23日、テレビ朝日） - 鴻上利勝 役
- 科捜研の女 season19 第12話「赤い宝石」（2019年8月8日、テレビ朝日） - 春田光彦 役
- M 愛すべき人がいて 第4話「限界なんて超えろ!」（2020年6月13日、テレビ朝日） - 黒川誠 役
- にじいろカルテ（2021年1月21日 - 3月18日、テレビ朝日） - 白倉博 役
- 全っっっっっ然知らない街を歩いてみたものの 第5話「久留里」（2021年4月1日、フジテレビ） - かき氷店の店主 役
- 一橋桐子の犯罪日記 第3話「結婚か刑務所か」（2022年10月22日、NHK総合） - 中尾和義 役
- グランマの憂鬱（2023年4月8日 - 5月27日、東海テレビ・フジテレビ） - 橋本文五郎 役[26]
- 泥濘の食卓 第7話「店長の息子と混浴キス!?」（2023年12月2日、テレビ朝日）[27]
- 相棒 season22 第13話「恋文」（2024年1月24日、テレビ朝日） - 戸倉充 役
- 素晴らしき哉、先生!（朝日放送・テレビ朝日） - 和泉友蔵 役[28]
  - 第2話「先生だって失恋します。」（2024年8月25日）
  - 第3話「先生だってビビります。」（2024年9月1日）
  - 第5話「いたい場所は、ここじゃない。」（2024年9月15日）
- パラレル夫婦 死んだ"僕と妻"の真実 第1話 - 第3話（2025年4月1日 - 15日） - 厳太郎 役[29]

### 映画
- 愛染恭子の未亡人下宿（1984年）
- アタシはジュース（1996年）
- ショコキ!（2001年） - 浜村久 役
- On the Rock(2005年、NETCINEMA.TV)
- ヅラ刑事（2006年） - ヅラ刑事・源田初男 役
- ゲゲゲの鬼太郎（2007年） - 教師 役
- 結婚しようよ（2008年） - 丸山勉 役
- いけちゃんとぼく（2009年） - 清じい 役
- 悪夢のエレベーター（2009年） - 牧原静夫 役
- B-ON〜美女木兄弟戦争篇〜（2010年） - 戸松光 役
- シュアリー・サムデイ（2010年） - 北村雄一郎 役
- 裁判長!ここは懲役4年でどうすか （2010年） - 裁判員C 役
- 地球防衛ガールズP9（2011年）
- ヒミズ（2012年） - てつ 役
- こっぴどい猫[30]（2012年） - 高田則文 役
- CMタイム（2012年） - 高木部長 役
- 地球防衛未亡人（2014年） - 大伴医師 役
- 鬼灯さん家のアネキ（2014年） - 鬼灯イサム 役
- 大怪獣モノ（2016年）
- タヌキ社長（2022年）
- THE RIGHTMAN 正義の男（2025年）[31]

### 舞台
- 劇団たいしゅう小説家プレゼンツ トラッシュマスターズ2/5ナカツルアキヒト「THE☆どツボッ！！」（2008年、東京芸術劇場） - 黒坂尚作 役[32]
- Teachers ～職員室より愛をこめて～（再演）（2009年、東京芸術劇場中ホール、シアター･ドラマシティ）
- アトリエ・ダンカンプロデュース ハウス食品PRESENTS「輝け！主婦バンドFOUR RIVERS スモーク・オン・ザ・ウォーター2009」（2009年、ル テアトル銀座 by PARCO ほか） - 夫 役[33]
- 劇団たいしゅう小説家Present`s「キマズゲ～愛のことば～」（2010年4月 - 5月、東京芸術劇場） - 日暮年男 役
- トム・プロジェクトプロデュース「ぺてんばなし」（2010年9月、本多劇場 ほか）
- 亜門版 ミュージカル「ファンタスティックス」（2010年10月 - 11月、シアターコクーン、梅田芸術劇場シアター・ドラマシティ） - 少女の父（ベロミー）役[34]
- オーバード・ホール開館15周年記念公演 ミュージカル「ハロー・ドーリー!」（2012年2月3日 - 5日、オーバード・ホール） - ホレス・ヴァンダーゲルダー 役[35]
- あるジーサンに線香を〜あなたは若返りたいですか〜（2012年4月20日 - 26日、三越劇場/4月28日、中日劇場） - 照男（ジーサン）役
- 10周年記念特別公演「五線紙の上のジェーン」（2012年6月3日 - 10日、あうるすぽっと） - 栄吉 役
- ミュージカル「新幹線おそうじの天使たち」（2013年3月16日- 24日、AiiA 2.5 Theater Tokyo） - 戸田 役[36]
- あるジーサンに線香を〜若返ったら、あなたはもう一度恋をしてみますか〜（2013年11月 - 12月、亀戸文化センター・カメリアホール ほか） - 佐川照男 役
- ミュージカル「ハロー・ドーリー!」（再演）（2013年8月16日 - 18日、オーバード・ホール/8月23日 - 25日、東京芸術劇場 プレイハウス） - ホレス・ヴァンダゲルダー 役[37]
- 『恋文』～星野哲郎物語～（2014年2月5日 - 11日、三越劇場）
- 劇団EXILE本公演「歌姫」（2014年3月21日 - 30日、赤坂ACTシアター） - 岸田勝男 役[38]
- ミュージカル「天才執事ジーヴス」（2014年7月4日 - 13日、日比谷日生劇場） - サー・ワトキン・バセット 役[39]
- スタンド・バイ・ユー ～家庭内再婚～（2015年1月 - 2月、シアタークリエ ほか） - 大和田三郎 役
- HKT48指原莉乃座長公演（2015年4月8日 - 23日、明治座 / 8月15日 - 31日、博多座）[40]
- オリジナルミュージカル『ザ・デイサービス・ショウ』It's Only Rock'n Roll（2015年10月 - 11月、よみうり大手町ホール ほか） - 北原勝（マーシャル）役[41]
- MMJプロデュース「昆虫戦士コンチュウジャー」（2016年6月8日 - 12日、紀伊國屋ホール） - 時羽奏 役[42]
- オリジナルミュージカル『ザ・デイサービス・ショウ』It's Only Rock'n Roll（再演）（2016年10月 - 12月、志木市民会館パルシティ ほか） - 北原勝（マーシャル） 役[43]
- MMJプロデュース「昆虫戦士コンチュウジャー 〜ただの再演じゃ終わらない、そうだろみんな!?〜（2017年5月10日 - 18日、あうるすぽっと） - 時羽奏 役[44]
- ユアストーリー まきりかプロデュース ミュージカル『ソーォス!』KARATE MUSICAL『SAUCE』（2017年7月6日 - 13日、全労済ホール／スペース・ゼロ） - コストコの社長（ジム・セネガル）役[45]
- MMJプロデュース「昆虫戦士コンチュウジャー2～激突！恐怖の戦士、ネオコンチュウジャー!～」（2017年8月12日 - 20日、全労済ホール／スペース・ゼロ） - 時羽奏 役[46]
- オリジナルミュージカル『ザ・デイサービス・ショウ 2017』It's Only Rock'n Roll（2017年8月24日 - 29日、明治座） - 北原勝（マーシャル） 役[47]
- オリジナルミュージカル『ザ・デイサービス・ショウ 2018』It's Only Rock'n Roll（2018年4月 - 5月、明治座 ほか） - 北原勝（マーシャル） 役[48]
- タクフェス第6弾 あいあい傘（2018年10月 - 12月、志木市民会館パルシティ ほか） - 車海老貫一 役
- ミュージカル「ふたり阿国」（2019年3月29日 - 4月15日、明治座） - 笠屋犬大夫 役[49]
- 久馬君と石田君の演 第3回公演「生前葬（so）ng♪」（2019年8月21日 - 25日、あうるすぽっと/8月31日、COOL JAPAN PARK OSAKA TTホール）[50]
- オリジナルミュージカル『ザ・デイサービス・ショウ 2019』It's Only Rock'n Roll（2019年10月 - 11月、志木市民会館パルシティ ほか） - 北原勝（マーシャル） 役[51]
- タクフェス第9弾 天国（2021年10月 - 12月、名古屋市公会堂 ほか） - 本郷穣 役[52]
- 劇団スーパー・エキセントリック・シアター「演歌ミュージカル『明日に唄えば～清き一曲お願いします～』」（2022年3月26日 - 30日、東京芸術劇場 シアターウエスト）
- MUSICAL SHOW『日劇前で逢いましょう〜昭和みたいな恋をしよう〜』（2023年10月27日 - 29日、COOL JAPAN PARK OSAKA TTホール / 11月2日 - 12日、サンシャイン劇場） - 植本剛 役[53]

### 吹き替え
- メリーに首ったけ - ジョナサン・リッチマン ※日本語挿入歌
- 朱蒙 〜チュモン〜 - モパルモ（イ・ゲイン） 役
- 風の国 - マファン（キム・サンホ） 役
- 善徳女王 - 柒宿〔チルスク〕（アン・ギルガン） 役
- ブレイブ・リトル・トースターシリーズ（ブエナビスタ ホーム エンターテイメント） - ランプのランピー 役
  - ブレイブ・リトル・トースター レスキュー大作戦!
  - ブレイブ・リトル・トースター 火星へ行こう!

### CM
- JTハーフタイム「華茶果茶」 - グッチ裕三と共演
- ライオン ルック おふろの洗剤、ルック カビ取りジェル
- 月桂冠「つき」（2008年9月 - ） - 藤原紀香、ルー大柴と共演
- 月桂冠「エコカップ」（2010年9月 - ） - ルー大柴と共演

### 配信ドラマ
- 夢で見たあの子のために（2023年8月29日 - 、Lemino） - 中條実 役[54]

### YOUTUBE
- モト冬樹チャンネル

### その他
- スタイルプラス内「東海仕事人列伝」ギター演奏（東海テレビ）※ゲストとして出演することもある
- YouTube動画「月刊ピロートーク第2巻」（2014年11月 - ）（ピロートーク神役）
- THE RULE 1億3千万人のクルーたち（1998年、国税庁企画の租税教育用ビデオ） - 目加田のお父さん 役